# Острови Фараллон
Острови Фараллон (англ. Farallon Islands) — невеликий скельний архіпелаг в затоці Фарралон біля узбережжя Сан-Франциско, Каліфорнія, США. Острови розташовані на відстані за 43 км від протоки Золоті ворота і за 32 км від миса Пойнт-Реєс. Острови видимі з материка при ясній погоді. Адміністративно острови належать до міста і округа Сан-Франциско, на островах діє природоохоронна територія.